# Печальный пастух
«Печа́льный пасту́х, и́ли Ска́зка о Ро́бин Гу́де» (англ. The Sad Shepherd: or, a Tale of Robin Hood) — незаконченная сказочно-пасторальная комедия английского драматурга Бена Джонсона, первые два с половиной акта которой были найдены в бумагах писателя после его смерти.
Отличается романтическим лиризмом, мало свойственным остальному театральному творчеству Джонсона.

Во всей елизаветинской поэзии невозможно найти более изящных стихов, более лёгких песен, более нежных красок… В суровом мире его обличения и строгости жизненного учения нежности не было места. Только умирая, он единственный раз в жизни позволил себе заговорить языком любви, как старое дерево с омертвевшей древесиной празднует свою последнюю весну, покрываясь одними цветами, которым не суждено превратиться в плоды.
— Иван Аксёнов
Также в «Печальном пастухе», по сравнению с другими комедиями Джонсона, необычно высока доля рифмованных стихов.

## Эпиграф
По своему обыкновению, автор снабдил пьесу античным эпиграфом — строчкой из образцового пасторального произведения, «Буколик» Вергилия (эклога VI, стих 2 не целиком):

Nec erubuit sylvas habitare Thaleia.

И средь лесов обитать не гнушалась Тали́я.

Греческая богиня Талия (др.-греч. Θάλεια — «цветущая»), будучи музой комедии, считалась также покровительницей пасторальной поэзии и иногда изображалась с пастушеским посохом.
Действие комедии происходит в Шервудском лесу.

## Персонажи
Джонсон предпослал комедии список действующих лиц с указанием их сюжетных ролей и характеров:
- Робин Гуд, главарь лесных людей, хозяин праздника.
- Мэриан, его подруга, хозяйка.

Их семья
- Брат Тук, капеллан и эконом.
- Маленький Джон, лучник.
- Скарлет[англ.] и Скэтлок, два брата, охотники.
- Джордж-э-Грин[лат.], привратник.
- Мач[англ.], добытчик еды.

Приглашённые гости
- Пастухи:
  - Кларион, богатый.
  - Лайонель, учтивый.
  - Алькен, мудрый.
  - Эгламур, печальный.
  - Кэролин, добрый.

- Пастушки:
  - Мильфлёр, ласковая.
  - Ами, нежная.
  - Эарина, прекрасная.

Незваные бедокуры (англ. The Troubles unexpected)
- Модлин, завистливая — пэплуикская[англ.] ведьма.
- Дус, гордячка — её дочка.

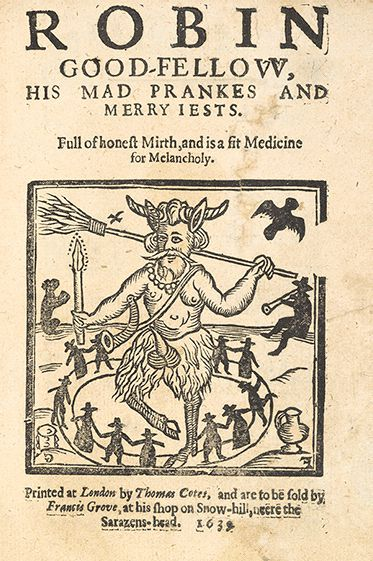
Пак на титульном листе английской книги «Безумные проказы и весёлые шутки Робина Славного Малого» (1639)

- Лорель, грубый — свинарь, ведьмин сын.
- Пак, или Робин Славный Малый — их прислужник.

Примиритель
- Рубен, благочестивый отшельник.

## Содержание

### Акт I
Робин Гуд устраивает в лесу большой праздник с угощением и приглашает на него соседей — пастухов и пастушек из Бельвуарской долины. Охотники под предводительством Мэриан отправляются за дичью к пирушке; тем временем Робин приводит гостей и музыкантов.
Подготовку к празднику омрачает присутствие печального пастуха Эгламура, впавшего в меланхолию от слуха, что его недавно пропавшая возлюбленная Эарина утонула в реке Трент. Эгламура тщетно пытаются утешить.
Охотники возвращаются, убив великолепного благородного оленя. Следует любовная сцена между Робином и Мэриан, которые не виделись несколько дней. Он расспрашивает её об охоте и среди прочего узнаёт о дурном знамении: к разделываемой туше прилетел большой ворон, сел на ветку над головами охотников и стал громко каркать, а потом, схватив небольшой грудной хрящ (на охотничьем жаргоне — «воронову косточку», англ. raven's bone), улетел. Скэтлок считает, что в образе ворона являлась позарившаяся на тушу местная ведьма, уродливая карга Матушка Модлин.
Мэриан вместе с Мильфлёр и Ами уходит внутрь лесного домика Робина, чтобы показать подругам убитого оленя, но почти сразу возвращается — по-видимому, в каком-то помрачении рассудка. Она оскорбляет Робина, его гостей, праздник — и приказывает отослать тушу Матушке Модлин.

### Акт II
В начале следующего акта выясняется, что из домика выходила не Мэриан, а принявшая её облик Модлин. Теперь ведьма в настоящем виде хвастается перед дочерью, Дус, как ловко были обмануты Робин и его люди, а также сообщает, что поймала Эарину, заточила её внутри полого дуба с дверцей и отняла её красивое платье, предназначив платье для Дус, а саму Эарину — своему сыну, глупому увальню Лорелю.
Появляется Лорель и разговаривает с пленницей-Эариной, стараясь обольстить её словами и подарками. Модлин и Дус подслушивают их беседу, стоя в стороне. Грубые ухаживания Лореля не имеют успеха. Модлин ругает и прогоняет дурня, а Дус велит в одежде Эарины отправиться на праздник Робина. Сама Модлин тоже там будет; Дус сможет опознать сменившую обличье мать по волшебному вышитому поясу, дающему способность к превращениям.
Робин Гуд, обиженный на Мэриан, не может понять, почему та столь странно себя вела. Мэриан всё отрицает. Скэтлок подтверждает, что отнёс оленя к Модлин по указанию Мэриан. Мэриан плачет от несправедливых обвинений; Скэтлок и остальные, видя её слезы, начинают сомневаться, правильно ли поняли случившееся.
Приходит Модлин и притворно-почтительно благодарит Мэриан за щедрый подарок, чем сердит её ещё больше. Но тут возвращается уходивший Скэтлок: он принёс тушу назад и уже передал её на кухню. В ярости Модлин читает заговор, проклиная еду и повара Тома (которому заклятье сковывает судорогой руки и ноги), после чего исчезает.
Старый умудрённый пастух Алькен предлагает устроить на ведьму облаву: выследить её в лесу и схватить. Ему известно, где Модлин обитает (поэтичный описательный монолог «Within a gloomy dimble, she doth dwell…»), и хорошо знакомы ведьминские хитрости.

### Акт III
Третий акт начинается с появления на сцене служащего Модлин лесного духа Пака, он же — Робин Славный Малый (таким образом, в комедии Джонсона имеются сразу два персонажа английского фольклора по имени Робин). Представившись зрителям и рассказав о своих занятиях, Пак отправляется на поиски госпожи.
Пастухи и товарищи Робин Гуда тоже ищут ведьму по лесу. Эгламур, увидев Дус в платье Эарины, принимает её за призрак умершей возлюбленной.
Модлин снова появляется в виде Мэриан, однако Робин Гуд понимает, кто перед ним на самом деле, и срывает с неё пояс, от чего та принимает свой настоящий облик. (Устроить превращение Джонсон предписывает так: Робин успевает схватить убегающую «Мэриан» за пояс, на мгновение они скрываются за сценой, затем на сцене появляются уже Модлин и Робин с разорванным поясом в руках.)
Пак находит Модлин. Она жалуется ему на потерю пояса. Дух предупреждает её об опасности — Алькене и облаве.
Лорель опять отправляется к дубу, намереваясь взять Эарину силой.
На этом текст пьесы обрывается, но сохранилось составленное автором краткое изложение событий до конца акта.
Услышав шаги Клариона, Лорель снова прячет Эарину внутри дерева. Кларион приходит на голос поющей в дубе девушки; из дерева просовывается её рука, которую Кларион в восторге целует. Пение слышит и Эгламур, принимая его за голос ангела. Внезапно опускается густой туман — его вызвала Модлин, чтобы отогнать Клариона. Пастух теряет дуб из виду и, заплутав, уходит.
Модлин, желая вернуть пояс, посылает сына и дочь на поиски необходимых для волшбы ингредиентов. Алькен вместе с другими участниками облавы застаёт ведьму в её лощине за чародейством. С помощью Пака Модлин удаётся избежать поимки.

### Дальнейшее
Благочестивый отшельник Рубен в первых трёх актах не появляется, но, поскольку в списке персонажей он назван «примирителем», — «бедокуры», очевидно, должны были помириться с Робин Гудом и его друзьями. В перечне мест действия упомянута келья Рубена («the Hermits Cell») — вероятно, в пещере, подобно обозначаемому тем же словом cell жилищу Просперо из «Бури» Шекспира.
В прологе сообщается, что события, как обычно для любившего классические единства Джонсона, должны были развиваться в течение одного дня, от утра до вечера («…in the scope of one Day’s chance…»). Закончиться комедия, по-видимому, должна была общим пиром — с олениной для всех гостей, званых и незваных.

## Публикации
Впервые «Печальный пастух» был напечатан в составе второго фолио писателя, изданного посмертно в 1640 году.
В 1783 году английский актёр и поэт Фрэнсис Уолдрон издал «Печального пастуха», приложив свою версию не дописанной Джонсоном второй половины пьесы. Перед продолжением поставлен ещё один эпиграф из Вергилия («Энеида», книга II, стих 725 не целиком):

Sequiturque patrem non passibus aequis.

За отцом поспешая шагом неравным.

Единственный фрагмент комедии, публиковавшийся в русском переводе — песня Кэролина из акта I, сцены 5 («Though I am young, and cannot tell, / Either what Death, or Love is well…»), переведённая Владимиром Роговым («Мне ль в лета юные мои / Судить о Смерти и Любви?..»).